# Projecte d'Energia Eòlica Peñascal
La granja d'energia eòlica de Peñascal, de 404 megawatts (MW), és al Comtat de Kenedy  a l'estat nord-americà deTexas. La construcció es va acabar l'abril del 2010.
El 2010, la granja eòlica té 168 turbines eòliques Mitsubishi MHI 92, cadascuna amb una capacitat de 2.4 MW. Les instal·lacions van crear una vintena de llocs de treball directes en el manteniment i operació de parcs eòlics, i al voltant de dos-cents persones hi van treballar durant la construcció.
Iberdrola va rebre per a aquest projecte una subvenció del tresor públic de 114 milions de dòlars com a part dels estímuls d'inversió que es van alliberar el setembre de 2009.
El parc eòlic inclou un sistema de radar innovador que detecta l'arribada de grans grups d'aus migratòries i tanca les turbines si les condicions de visibilitat presenten un perill.